# Carol Cuffy-Dowlat
Carol Cuffy-Dowlat (geboren 1957; gestorben 14. April 2017 in Champs Fleurs) war eine trinidadische Politikerin, Anwältin und Radiomoderatorin.

## Leben und Karriere
Cuffy-Dowlat wurde 1995 als Senatorin für die Partei United National Congress (UNC) in das Oberhaus von Trinidad und Tobago berufen, wo sie bis 2000 verblieb. Während dieser Zeit diente sie als Parlamentarische Sekretärin im Wohnbauministerium.
Anschließend saß sie im Stadtrat von San Fernando und arbeitete als Anwältin und zuletzt als Moderatorin einer Talkshow im Radio.
Sie war eine scharfe Kritikerin des Premierministers Patrick Manning und trat gegen diesen bei zwei Wahlen zum Repräsentantenhaus an, war jedoch beide Male unterlegen. Nachdem sie 2002 noch für den UNC gestartet war, kandidierte sie 2007 für die neugegründete Partei Congress of the People, deren Gründungsmitglied sie war.
2017 verstarb Cuffy-Dowlat nach schwerer Krankheit. Ihre Beerdigung fand nach hinduistischem Ritus statt.